# Roccadaspide
Roccadaspide ist eine Gemeinde mit 6884 Einwohnern (Stand 31. Dezember 2023) in der Provinz Salerno, Region Kampanien.
Die Nachbarorte von Roccadaspide sind Albanella, Aquara, Capaccio, Castel San Lorenzo, Castelcivita, Felitto, Monteforte Cilento und Trentinara.  Der Ort grenzt an den Nationalpark Cilento und Vallo di Diano und ist Sitz der Comunità Montana del Calore Salernitano.

## Demografie
Roccadaspide zählt 2854 Privathaushalte. Zwischen 1991 und 2001 fiel die Einwohnerzahl von 7519 auf 7461. Dies entspricht einer prozentualen Abnahme von 0,8 %.